# جرمانا پائولیری
جرمانا پائولیری (ایتالیایی: Germana Paolieri؛ ‏ ۲۹ اوت ۱۹۰۶ – ۶ اوت ۱۹۹۸) بازیگر اهل ایتالیا بود. وی در فلورانس به دنیا آمد و دختر یک زرگر بود که در جوانی آموزش آواز اپرا دیده بود. او در یک مؤسسه فنی تحصیل کرد و از کودکی به رقص باله پرداخت. ورودش به دنیای نمایش در سال ۱۹۲۶ رخ داد، زمانی که به گروه تئاتر فلورانسی به کارگردانی گاریبالدا نیکولی پیوست. سپس به تئاتر به زبان ایتالیایی روی آورد و با ماریا ملاتو، اومبرتو پالْمارینی و در سال‌های ۱۹۲۹ تا ۱۹۳۰ با السا مرلینی و دورا منیکلی میلیاری همکاری کرد.
از فیلم‌هایی که وی در آن نقش داشته است، می‌توان به مادالنا، رستاخیز، ده فرمان، جوزپه وردی و در پارک اتفاق افتاد اشاره کرد.